# Liste der Biografien/Muller, V
Liste der Biografien |
Portal Biografien |
V Personensuche
# |
A |
B |
C |
D |
E |
F |
G |
H |
I |
J |
K |
L |
M |
N |
O |
P |
Q |
R |
S |
T |
U |
V |
W |
X |
Y |
Z |
?
 
Ma |
Mb |
Mc |
Md |
Me |
Mf |
Mg |
Mh |
Mi |
Mj |
Mk |
Ml |
Mm |
Mn |
Mo |
Mp |
Mq |
Mr |
Ms |
Mt |
Mu |
Mv |
Mw |
Mx |
My |
Mz
 
Mua |
Mub |
Muc |
Mud |
Mue |
Muf |
Mug |
Muh |
Mui |
Muj |
Muk |
Mul |
Mum |
Mun |
Muo |
Mup |
Muq |
Mur |
Mus |
Mut |
Muu |
Muv |
Muw |
Mux |
Muy |
Muz
 
Mula |
Mulb |
Mulc |
Muld |
Mule |
Mulf |
Mulg |
Mulh |
Muli |
Mulj |
Mulk |
Mull |
Mulm |
Muln |
Mulo |
Mulr |
Muls |
Mult |
Mulu |
Mulv |
Mulw |
Muly |
Mulz
 
Mulla |
Mulle |
Mullg |
Mullh |
Mulli |
Mulln |
Mullo |
Mullr |
Mully
 
Mulled |
Mullej |
Mullem |
Mullen |
Muller |
Mulles |
Mulley
 
Muller, A |
Muller, B |
Muller, C |
Muller, D |
Muller, E |
Muller, F |
Muller, G |
Muller, H |
Muller, I |
Muller, J |
Muller, K |
Muller, L |
Muller, M |
Muller, N |
Muller, O |
Muller, P |
Muller, Q |
Muller, R |
Muller, S |
Muller, T |
Muller, U |
Muller, V |
Muller, W |
Muller, X |
Muller, Y |
Muller, Z |
Mullera |
Mullerb |
Mullerh |
Mullerl |
Mullerp |
Mullers |
Mullerw |
Mullery
Die Liste der Biografien führt alle Personen auf, die in der deutschsprachigen Wikipedia einen Artikel haben. Dieses ist eine Teilliste mit 31 Einträgen von Personen, deren Namen mit den Buchstaben „Muller, V“ beginnt.

## Muller, V

### Muller, Va
- Müller, Valentin († 1734), deutscher Orgelbauer und kurpfälzischer Land- und Hoforgelmacher
- Müller, Valentin (1856–1919), deutscher Landwirt und Politiker (NLP), MdR
- Müller, Valentin (1889–1945), deutscher Klassischer Archäologe
- Müller, Valentin (1891–1951), deutscher Arzt
- Müller, Valentino (* 1999), österreichischer Fußballspieler
- Müller, Vanessa (* 1994), deutsche Fußballspielerin
- Müller, Vanessa (* 2000), deutsche Politikerin (Die Linke)
- Müller, Vanessa Joan (* 1968), deutsche Kunsthistorikerin und Kuratorin

### Muller, Ve
- Müller, Veit (* 1952), deutscher Journalist und Autor
- Müller, Verena (1729–1808), Schweizer Äbtissin
- Müller, Verena E. (* 1940), Schweizer Historikerin und Autorin
- Müller, Véronique (* 1948), Schweizer Liedermacherin

### Muller, Vi
- Müller, Victor († 1871), deutscher Maler und Zeichner
- Müller, Victor (1871–1951), österreichischer Maler
- Muller, Victor (* 1959), niederländischer Unternehmer
- Müller, Viktor, tschechischer Spezialeffektkünstler
- Müller, Viktor (1913–1967), deutscher Unternehmer und Spielautomaten-Konstrukteur
- Müller, Viktor (* 1988), Schweizer Grasskiläufer
- Müller, Vincent (* 1995), österreichischer American-Football-Spieler
- Müller, Vincent (* 2000), deutscher Fußballtorhüter
- Müller, Vincent C., deutscher Philosoph und Hochschullehrer
- Müller, Vincenz (1894–1961), deutscher Generalleutnant und Politiker (NDPD), MdVVincenz Müller (1894–1961)

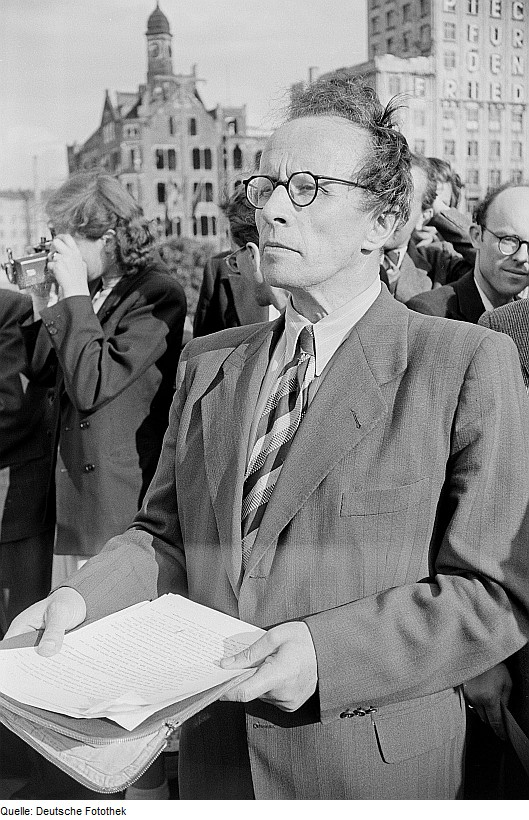
Vincenz Müller (1894–1961)

- Müller, Vinzenz (1875–1958), österreichischer Politiker (SPÖ), Landtagsabgeordneter
- Müller, Viola (* 1990), deutsche Schauspielerin, Hörbuch- und Synchronsprecherin
- Müller, Vít (* 1996), tschechischer Hürdenläufer
- Müller, Vitus (1561–1626), deutscher evangelischer Theologe und Philologe sowie Hochschullehrer

### Muller, Vo
- Müller, Volker (* 1952), deutscher Journalist und Schriftsteller
- Müller, Volker (* 1959), deutscher Mikrobiologe und Biochemiker
- Müller, Volker-Martin (* 1944), deutscher Augenarzt, ärztlicher Standes- und Brauchtumsvertreter sowie Kommunalpolitiker
- Müller, Volkmar (* 1954), deutscher Eishockeyspieler
- Müller, Volkwin (* 1965), deutscher Rock/Folk-Liedermacher